# Duma
En duma (russisk: дума) er en russisk forsamling med rådgivende eller lovgivende funktioner.
Udtrykket bojarduma henviser til rådgivende råd i Rusland fra det 10. til det 17. århundrede. Fra det 18. århundrede blev det oprettet by-dumaer i byer over hele Rusland.
Den første formelt nedsatte statsduma var den kejserlige statsduma, som zar Nikokaj 2. introducerede i Det Russiske Kejserrige i 1905 efter den russiske revolution i 1905. Zaren havde dog absolut veto mod statsdumaens vedtagelser og kunne til enhver tid afskedige statsdumaen. Nicholas afskedigede den første nedsatte statsduma efter 75 dage. Valg til den anden statsduma fandt sted i 1907. Den russiske provisoriske regering opløste den sidste kejserlige statsduma (den fjerde duma) i 1917 under den russiske revolution.
Efter opløsningen af Sovjetunionen har har Statsdumaen (russisk: Государственная дума) siden 1993 fungeret som den Russiske Føderations underhus.

## Etymologi
Det russiske ord stammer fra urslaviske ord duma, som menes at være afledt af det urgermanske dōmaz. Ordet er også beslægtet med det russiske verbum dumat' (думать), der betyder "at tænke".

## Bojardumaen
Bojarduma henviser til de rådgivende forsamlinger af bojarer, der rådgav fyrsten i statslige anliggender i Kijevriget tid og i Zar-Rusland. I 1711 overførte Peter den Store bojardumaen funktioner til det Regerende Senat.
Oprindeligt var der ti til tolv bojarer i bojardumaen. I 1613 var dumaen vokset til tyve bojarer og otte okol'nitjier. Lavere rangerede adelsmænd, (dumnye dvoriane) og sekretærer, blev føjet til dumaen, og antallet af okol'nitji steg i sidste halvdel af det 17. århundrede. I 1676 steg antallet af boyarer til 50 – på det tidspunkt udgjorde de kun en tredjedel af dumaen.

## By-dumaer
Under Katarina den Stores regeringstid blev der gennemført administrative reformer, der medførte, at der blev oprettet dumaer i de russiske byer.
Under Aleksandr 2.'s regeringstid blev vedtaget adskillige reformer i løbet af 1860'erne og 1870'erne. Disse omfattede oprettelsen af lokale politiske organer kendt som zemstvo. Alle ejere af huse, skattebetalende købmænd og håndværkere blev optaget på lister, der angav deres formue. Dem, der var optaget på listen blev herefter delt i tre lige store grupper, der hver især kunne udpege medlemmer til by-dumaen, den rigeste tredjedel kunne udpege flest delegerede, den mellemste tredjedel knap så mange delegerede og den mindst rige del kunne udpege det færreste antal medlemmer. Der blev valgt en borgmester, der havde den udøvende magt sammen med en uprava, som bestod af flere medlemmer valgt af dumaen. Under Aleksandr 3. blev by-dumaerne imidlertid i 1892 og 1894 underordnet guvernørerne på samme måde som zemstvoerne. I 1894 blev by-dumaer, med endnu mere begrænsede beføjelser, introduceret i flere byer i Sibirien, og i 1895 til nogle i Kaukasus.

## Statsdumaer

### Det russiske kejserrige
Under pres fra den russiske revolution i 1905 udsendte Sergej Vitte den 6. august 1905 et manifest om indkaldelse af Dumaen, som oprindeligt ansås for at være et rådgivende organ. I det efterfølgende oktobermanifest lovede Nikolaj 2. at indføre grundlæggende borgerlige frihedsrettigheder, sørge for bred involvering af statsdumaen og give dumaen lovgivende og tilsynsbeføjelser.
Nikolaj 2. var dog fast besluttet på at beholde sin autokratiske magt. Lige før oprettelsen af Dumaen i maj 1906 udstedte zaren en ny forfatning. Den erklærede delvist, at zarens minister ikke kunne udpeges af, og ikke var ansvarlig over for, dumaen, hvorved dumaen ikke kunne afsætte den af zaren udpegede regering. Ydermere havde zaren magten til at afskedige Dumaen og udskrive nyvalg. På Dumaens første møde blev det foreslået, at politiske fanger skulle løslades, fagforeninger tildeles rettigheder og at indføre jordreformer. Nikolaj 2. afviste disse forslag og opløste forsamlingen i juli 1906.
Den kejserlige statsduma blev valgt fire gange: i 1906, to gange i 1907 og i 1912.

### Russian Federation
Statsdumaen (russisk: Государственная дума, Gosudarstvennaja Duma, normalt forkortet: Госдума, Gosduma) i Rusland er underhuset i Ruslands føderale forsamling (parlamentet), hvor overhuset udgøres af Føderationsråder. I henhold til Ruslands forfatning fra 1993 er der 450 deputerede i statsdumaen (artikel 95), hver valgt for en periode på fire år (artikel 96); dette blev i slutningen af 2008 ændret til en femårig periode. Ved tidligere valg i 1993, 1995, 1999 og 2003 blev halvdelen af suppleanterne valgt efter et system med forholdstalsvalg og den anden halvdel blev valgt ved flertal i enkeltmandskredse. Dumavalget i 2007 blev dog gennemført i et nyt format: alle 450 deputerede blev valgt efter et system med forholdstalsvalg. Russiske statsborgere på mindst 21 år er berettiget til at stille op til Dumaen (artikel 97).